# Saison 1 de Dynastie (1981)
Cet article concerne la série originale de 1981. Pour le reboot de 2017, voir Saison 1 de Dynastie (2017).
Chronologie
Saison 2
Cet article présente le guide des épisodes la première saison de la série télévisée américaine Dynastie.

## Distribution

### Acteurs principaux
- John Forsythe (VF : Jean-Claude Michel) : Blake Carrington
- Linda Evans (VF : Annie Sinigalia) : Krystle Jennings Carrington
- Pamela Sue Martin (VF : Catherine Lafond) : Fallon Carrington Colby
- Pamela Bellwood (VF : Joëlle Fossier) : Claudia Blaisdel (n'apparaît pas dans les épisodes 1, 6 et 12)
- Al Corley (VF : François Leccia) : Steven Carrington
- John James (VF : Yves-Marie Maurin) : Jeffrey « Jeff » Colby (n'apparaît pas dans les épisodes 1, 2, 8, 9 et 10)
- Wayne Northrop (en) : Michael Culhane (n'apparaît pas dans les épisodes 2, 8 et 9)
- Katy Kurtzman (en) : Lindsay Blaisdel (épisodes 2, 3, 7, 9, 10, 11 et 15)
- Dale Robertson : Walter Lankershim (épisodes 2 à 8, puis 10 et 11)
- Bo Hopkins (VF : Jacques Ferrière) : Matthew Blaisdel

### Acteurs invités
- Peter Mark Richman : Andrew Laird (épisodes 1 à 4, 8, 12, 14 et 15)
- Lee Bergere : Joseph (épisodes 1 à 6 puis 12 à 15)
- Lloyd Bochner : Cecil Colby (épisodes 3 à 6 puis 12)
- Brian Dennehy : Jake Dunham (épisodes 11, 14 et 15)
- Maggie Wickman : doublure Alexis Carrington (épisode 15)

## Épisodes

### Épisode 1:La Dynastie des Carrington (1repartie)
- États-Unis : 12 janvier 1981
- France : 4 février 1984 sur FR3
- Québec : 17 septembre 1984 sur TVA

- Peter Mark Richman (Andrew Laird)
- Lee Bergere (Joseph Anders)

### Épisode 2:La Dynastie des Carrington (2epartie)
- États-Unis : 12 janvier 1981
- Québec : 17 septembre 1984

- Peter Mark Richman (Andrew Laird)
- Lee Bergere (Joseph Anders)

### Épisode 3:La Dynastie des Carrington (3epartie)
- États-Unis : 12 janvier 1981
- Québec : 17 septembre 1984

- Lloyd Bochner (Cecil Colby)
- Peter Mark Richman (Andrew Laird)
- Lee Bergere (Joseph Anders)

### Épisode 4:La Crise
- États-Unis : 19 janvier 1981
- Québec : 24 septembre 1984

- Lloyd Bochner (Cecil Colby)
- Peter Mark Richman (Andrew Laird)
- Robert Davi (Amos)
- Lee Bergere (Joseph Anders)
- Virginia Hawkins (Jeannette Robins)
- Betty Harford (Hilda Gunnerson)

### Épisode 6:Le Contrat
- États-Unis : 2 février 1981
- Québec : 8 octobre 1984

- Lloyd Bochner (Cecil Colby)
- Mark Withers (Ted Dinard)
- Paul Jenkins (Ed)
- Kathryn Leigh Scott (Jennifer)
- Lee Bergere (Joseph Anders)
- Virginia Hawkins (Jeannette Robins)

### Épisode 7:Une petite vie de couple
- États-Unis : 16 février 1981
- Québec : 15 octobre 1984

- Kathryn Leigh Scott (Jennifer)

### Épisode 8:Sabotage
- États-Unis : 23 février 1981
- Québec : 22 octobre 1984

- Peter Mark Richman (Andrew Laird)
- Paul Jenkins (Ed)
- Virginia Hawkins (Jeannette Robins)
- Betty Harford (Hilda Gunnerson)

### Épisode 9:Désillusion
- États-Unis : 2 mars 1981
- Québec : 29 octobre 1984

- Mark Withers (Ted Dinard)
- Paul Jenkins (Ed)
- Virginia Hawkins (Jeannette Robins)
- Betty Harford (Hilda Gunnerson)

### Épisode 10:Le Grand Jour
- États-Unis : 2 mars 1981
- Québec : 19 novembre 1984

### Épisode 11:Querelle de famille
- États-Unis : 9 mars 1981
- Québec : 26 novembre 1984

- Brian Dennehy (Jake Dunham)

### Épisode 12:L'Anniversaire
- États-Unis : 16 mars 1981
- Québec : 3 décembre 1984

- Peter Mark Richman (Andrew Laird)
- Lloyd Bochner (Cecil Colby)
- Mark Withers (Ted Dinard)
- Lee Bergere (Joseph Anders)

### Épisode 13:La Transaction
- États-Unis : 23 mars 1981
- Québec : 10 décembre 1984

- Mark Withers (Ted Dinard)
- Ferdy Mayne (Channing)
- Lee Bergere (Joseph Anders)
- Virginia Hawkins (Jeannette Robins)
- Betty Harford (Hilda Gunnerson)

### Épisode 14:Le Procès
- États-Unis : 13 avril 1981
- Québec : 17 décembre 1984

- Peter Mark Richman (Andrew Laird)
- Brian Dennehy (Jake Dunham)
- Lloyd Haynes (Horatio Quinlan)
- Paul Jenkins (Ed)
- Lee Bergere (Joseph Anders)
- Virginia Hawkins (Jeannette Robins)

### Épisode 15:Le Témoin surprise
- États-Unis : 20 avril 1981
- Québec : 24 décembre 1984

- Peter Mark Richman (Andrew Laird)
- Brian Dennehy (Jake Dunham)
- Lloyd Haynes (Horatio Quinlan)
- Lee Bergere (Joseph Anders)